# لی جی وو
لی جی وو (کره‌ای: 이지우؛ زادهٔ ۲۴ اکتبر ۲۰۰۵) خواننده و بازیگر اهل کره جنوبی است. او یکی از اعضای گروه دخترانهٔ کره‌ای تریپل‌اس و زیرگروه‌های آن شامل کریستال آیز، اسید آیز، اولووشن، آریا و هاچی است. لی جی وو نخستین بار با شرکت در برنامهٔ رقابتی مای تینیج گرل توجه عموم را به خود جلب کرد.

## زندگی اولیه
لی جی وو در ۲۴ اکتبر ۲۰۰۵ در ناحیه سوچو در سئول، کره جنوبی زاده شد. او در دبیرستان آپگوجونگ تحصیل کرد و در حال حاضر دانشجوی دپارتمان تئاتر در دانشگاه دونگ‌گوک است. لی از دوران دبستان همواره مسئولیت ریاست کلاس را بر عهده داشت. در دوران دبیرستان نیز رئیس باشگاه موزیکال مدرسه بود. او از کودکی به‌عنوان بازیکن خردسال هاکی روی یخ فعالیت می‌کرد و رؤیای تبدیل شدن به یک بازیکن حرفه‌ای این رشته را در سر داشت، اما به دلیل نگرانی والدینش از احتمال آسیب دیدگی، تصمیم گرفت مسیر خود را تغییر داده و به یک آیدل کی پاپ تبدیل شود.